# デール

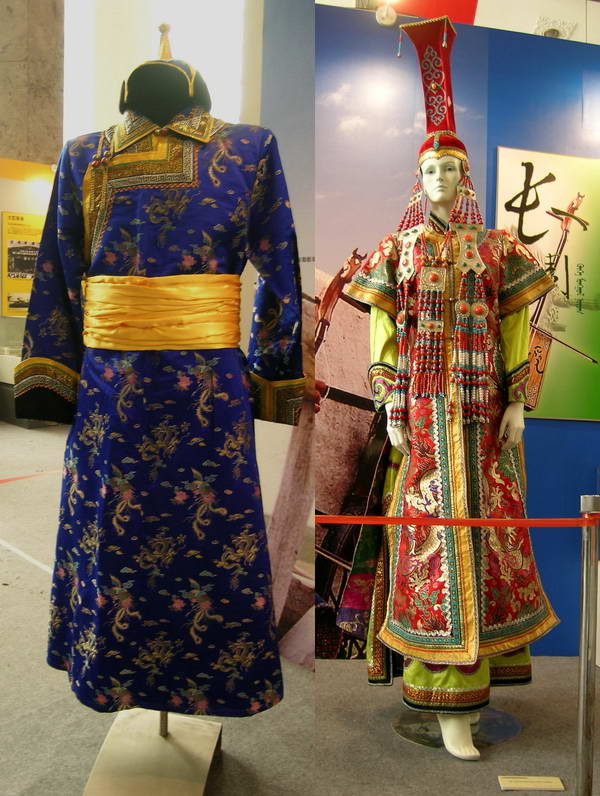
ブリヤート人のデール（左が男性用、右が女性用）

デール (ᠳᠡᠪᠡᠯ、дээл、deel) は、モンゴル国および中国の内モンゴル自治区のモンゴル族が着っている民族衣装のことであり、チャイナドレスのルーツにも当たる服である。

## 構造
立襟で左に打ち合わせがある絹やナイロンの丈の長い上着である。夏用には薄い布の裏地、冬用には子羊の毛皮の裏地がついている。
特に、春夏用の綿入れのデールをテルレグ（ᠲᠡᠷᠯᠢᠭ、тэрлэг）とも呼ぶ。部族・年齢・性別・未既婚などによって、細かい違いがあるために、おおよそ400種類を超すデールがあるとされる。
寝具や家畜の防寒などにも使用されている。

## 着方[4]
ゴタル（ᠭᠤᠲᠤᠯ、гутал）と呼ばれる膝丈で先のそりかえったブーツを履くのが一般的である。男性はこれにジャンジン・マルガエ（ᠵᠠᠩᠵᠤᠨ
ᠮᠠᠯᠠᠭᠠᠢ、жанжин малгай、頭頂部が玉ねぎのようにとがっている正装用の帽子）を被り、女性はトールツォグ（ᠲᠣᠭᠤᠷᠴᠤᠭ、тоорцог、長い飾り紐がついた丸い帽子）をかぶる。一般に、男性のデールはゆったりと着付け、無地で渋い色合いが好まれる。特に格が高いとされるのは青色のデールである。女性は、模様のある鮮やかな色調のデールをウエストを強調して着付ける。その上にフレム（ᠬᠦᠷᠮ᠎ᠡ、хүрэм、袖付き上着）かハンターズ（ᠬᠠᠨᠲᠠᠭᠠᠵᠠ、хантааз、袖なし上着）を着ることもある。また、既婚女性はブス（ᠪᠦᠰᠡ、бүс、帯）を締めないデールの上にウージ（ᠤᠤᠭᠤᠵᠤ、ууж）という袖なしの長い上着を着ることがある。
現在、ウランバートルなど都市部に住む女性は、ウムド（ᠥᠮᠦᠳᠦ、өмд、ズボン）を略し、ゴタルの代わりにパンプスを履くこともある。
採寸はメジャーなどは使わず、掌を使って丈を決める。掌7つぶんが目安とされる。